# Wadung Getas
Wadung Getas is een bestuurslaag in het regentschap Klaten van de provincie Midden-Java, Indonesië. Wadung Getas telt 4260 inwoners (volkstelling 2010).